# تنباکوکار پایین
تنباکوکار پایین، روستایی از توابع بخش الوار گرمسیری شهرستان اندیمشک در استان خوزستان ایران است.

## جمعیت
این روستا در دهستان قیلاب قرار دارد و براساس سرشماری مرکز آمار ایران در سال ۱۳۸۵، جمعیت آن ۱۵ نفر (۴خانوار) بوده‌است.

## موقعیت
این روستا در نزدیکی روستای جااردو قرار دارد به طوری که بعد از ورود به داخل روستای جااردو و خیابان خلیج فارس به راه خود ادامه داده و بعد از خروج از روستا به سمت پایین میرویم تا به رودخانه(بالارود شاخه منگره) برسیم که روستای تنباکوکار آنطرف رودخانه قرار دارد که با باغ های زیتون در اول روستا و تا انتهای آن مجددا باغ های زیتون بر روی کوه و مرکبات در پایین دست کاملا مشخص است

## کسب و کار
اهالی این روستا به شغل دامداری و کشاورزی مشغول هستند که با توجه به مراتع زیاد در بالا دست از موقعیت خوبی برای اینکار برخودار است

## مکان های گردشگری
از جمله آنها میتوان به کوه های گچی با پوشش گیاهی بسیار زیبا با انواع گَوَن و همچنین چاله های گچی که در تابستان خنک هستند که به محلی (گَچال) نام دارند و رودخانه ای بسیار زیبا که از کنار روستا میگذرد که انواع مختلف سنگ های رودخانه ای با رنگ های مختلف وجود دارد و هم چنین نیزارهای زیبا و از همه مهمتر درختان زیتون و همچنین تعدادی مرکبات 

## پوشش گیاهی
این منطقه غنی از گیاهان و درختان مختلف است که بسیاری از این گیاهان خاصیت دارویی دارند که از مهمترین آنها میتوان به لعل کوهستان،گون،شکرتیغال،خارمریم،خردل وحشی،مریم گلی،کاسنی،کاهو وحشی،گِبَر،تنباکو وحشی،خاکشیر و هم چنین درختانی چون پنج انگشت،پده،بید،کرچک،گز،انجیر کوهی و غیره اشاره کرد و هم چنین انواع گل مثل گل بابونه،انواع گل شقایق اشاره کرد.